# Tulsa Village
Syne Village es una villa de Trinidad y Tobago, que forma parte de las regiones de Penal-Debe y Siparia.

## Geografía
La villa abarca parte de la isla Trinidad y limita al norte con La Fortune y Hermitage Village, al sur con San Francique y Batchyia Village, al este con Penal y al oeste con La Fortune Pluck (localidad perteneciente a la región de Siparia) y San Francique.

## Demografía
Datos demográficos de la villa de Tulsa Village:
| Gráfica de evolución demográfica de Tulsa Village entre 2000 y 2011 |
|                                                                     |